# Saint-Étienne-la-Geneste

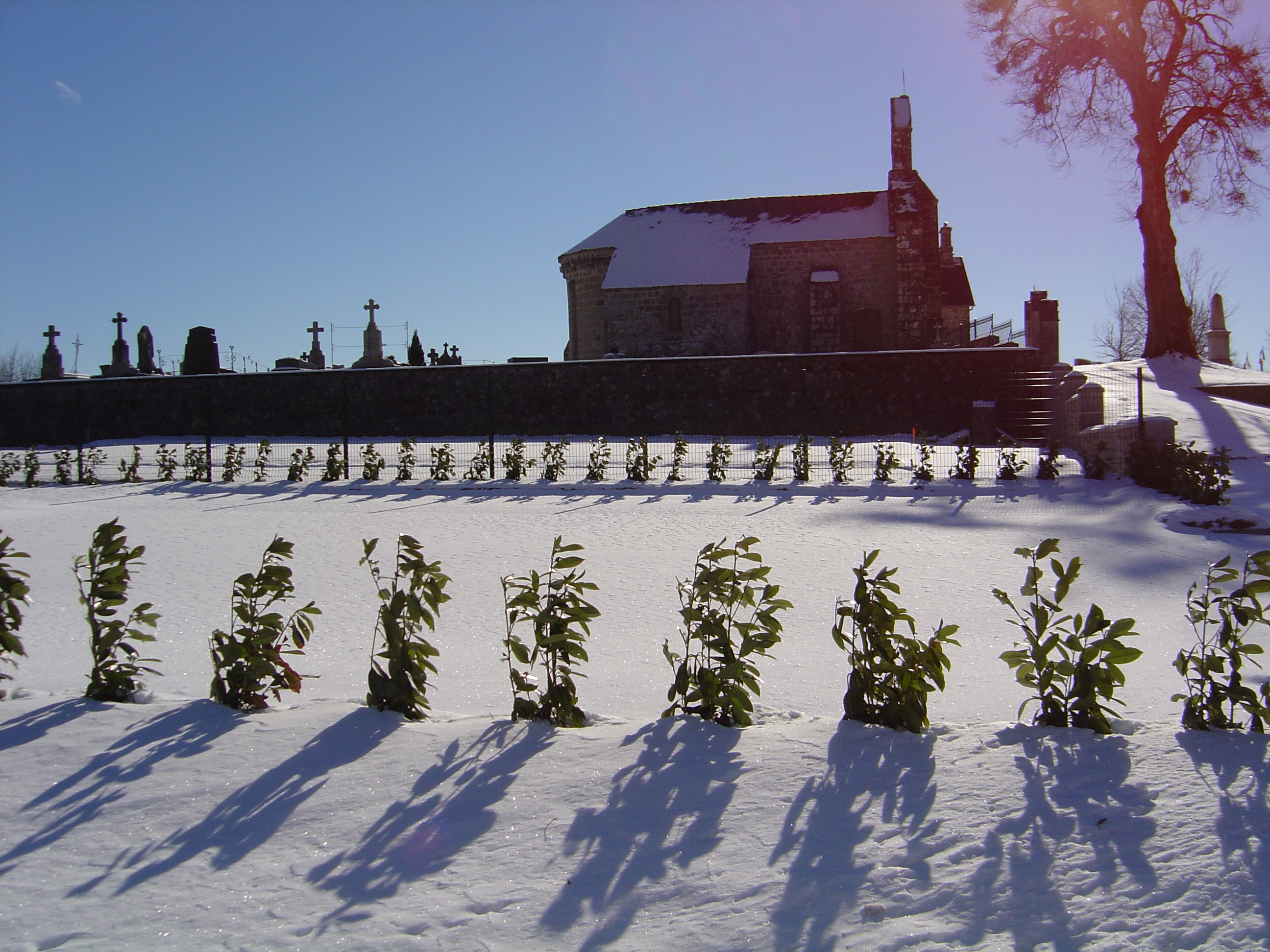
Kościół w Saint-Étienne-la-Geneste, 2005

Saint-Étienne-la-Geneste – miejscowość i gmina we Francji, w regionie Nowa Akwitania, w departamencie Corrèze.
Według danych na rok 1990 gminę zamieszkiwały 62 osoby, a gęstość zaludnienia wynosiła 12 osób/km² (wśród 747 gmin Limousin Saint-Étienne-la-Geneste plasuje się na 531. miejscu pod względem liczby ludności, natomiast pod względem powierzchni na miejscu 643.).